# Verbena rigida
Verbena rigida é uma espécie de planta com flor pertencente à família Verbenaceae. 
A autoridade científica da espécie é Spreng., tendo sido publicada em Systema Vegetabilium, editio decima sexta 4 (2, Cur. Post.): 230. 1827.

## Portugal
Trata-se de uma espécie presente no território português, nomeadamente em Portugal Continental, no Arquipélago dos Açores e no Arquipélago da Madeira.
Em termos de naturalidade é introduzida nas três regiões atrás referidas.

## Protecção
Não se encontra protegida por legislação portuguesa ou da Comunidade Europeia.